# Логар (река)
Логар (дари لوگار) — река, протекающая на востоке Афганистана в провинциях Вардак и Кабул. Третий по площади водосбора и четвёртый по водности приток Кабула, впадающий в него справа в Кабульской котловине в 10 км ниже города Кабул. Образуется в результате слияния нескольких горных рек западнее села Шейхабад. Наиболее крупные составляющие реки — Каджао, Хават и Карнала.
Длина — 250 км. Площадь водосбора — 11430 км². Средневзвешенная высота водосбора — 2710 м. Средний расход воды — 16,6 м³/с. Высота истока — 3500, устья — 1790.

## Общее описание

### Течение
В верхнем течении долина реки узкая. Низкие горы Газнийского плоскогорья ограничивают Логар крутыми скалистыми склонами вплоть до города Баракираджан. Перед городом долина реки расширяется и лишь местами сужается подступающими горами. Этот отрезок долины имеет густую сеть оросительных каналов, которые используются для орошения около 20000 га земельных угодий. Так как почва в долине реки состоит из мелкозёма, берега на значительном протяжении обсажены деревьями и в основном тополями.

### Сток
Два года наблюдения у села Шейхабад, где средневзвешенная высота водосбора составляет 2980 км² показали, что максимальные расходы воды в Логаре проходят в апреле (1961—1963). Ранняя концентрация стока объясняется незначительными высотами водосбора в этом месте. У села Каджао площадь водосбора составляет 4720 км², а средневзвешенная высота 3100 м. Максимальные расходы в этом месте проходят в мае, что соответствует высоте водосбора. Максимальные расходы, которые регистрировались один год и составляли у Каджао — 20 м³/с, у Шехабада — 22,3 м³/с, у устья — 36,6 м³/с. У первых двух пунктов измерения проводились в маловодный период 1962 года, а близ устья в 1963 году. По этому поводу профессор В. Л. Шульц писал следующее:

«Нет никакого сомнения, что дождевые максимумы на Логаре могут исчисляться сотнями м³/с,…»